# Wojciech Żółty
Wojciech "Yellow" Żółty (ur. 17 sierpnia 1974) – gitarzysta, autor niektórych tekstów (Lubię Mówić z Tobą, Pa pa pa, Balet, Demo, Fantasmagorie, Ale człowiek song), a także wokalista grupy Akurat (od 2008 obok Piotra Wróbla). Z grupą tą nagrał sześć płyt: Pomarańcza (2001), Prowincja (2003), Fantasmagorie (2006), Optymistyka (2008), Człowiek (2010) oraz Akurat Gra Kleyffa i Jedną Kelusa (2012). Mieszka w Bielsku-Białej. Ma żonę Edytę oraz syna Kacpra.